# Cerceis carinata
Cerceis carinata là một loài chân đều trong họ Sphaeromatidae. Loài này được Glynn miêu tả khoa học năm 1970.